# 서귀포중학교
서귀포중학교(西歸浦中學校)는 대한민국 제주특별자치도 서귀포시 서귀동에 있는 공립 중학교이다.

## 학교 연혁
- 1946년 10월 3일 : 서귀초급중학교 5학급 인가
- 1946년 11월 9일 : 서귀초급중학교 개교
- 1950년 4월 29일 : 서귀농업중학교로 개편
- 1951년 8월 31일 : 서귀중학교로 개편(서귀농림고등학교가 분리)
- 1966년 3월 10일 : 교악대 창설
- 1978년 3월 2일 : 축구부 창단
- 1986년 3월 1일 : 특수학급 인가
- 2001년 3월 1일 : 서귀포중학교로 교명 변경
- 2019년 10월 31일 : 도서관 생각숲길 준공
- 2022년 5월 30일 : 복합체육관(급식소, 수영장) 준공
- 2022년 10월 26일 : 아우름관 개관식
- 2022년 12월 30일 : 제77회 졸업(181명) 졸업생 누계 19,483명
- 2023년 9월 1일 : 제31대 교장 고성무 선생 취임
- 2024년 3월 4일 : 입학식 신입생 208명 입학

## 참고 자료
- 서귀포중학교 - 한국교육학술정보원 학교알리미